# Чжэн Кэцзан
Чжэн Кэцзан (1664—1681) — старший сын тайваньского правителя Чжэн Цзина, объявленный им официальным преемником.
Чжэн Кэцзан родился в 1664 году. Когда его отец в 1675 году отправился воевать на материк, то чиновники государства семьи Чжэн попросили его назначить преемника на случай, если ему доведётся погибнуть, и Чжэн Цзин выбрал своим наследником Чжэн Кэцзана.
В 1680 году силы Чжэн Цзина были выбиты с материка, а в марте 1681 года скончался и он сам. После смерти Чжэн Цзина среди придворных развернулась борьба между группировками, и несовершеннолетний Чжэн Кэцзан был задушен, а на престол был возведён Чжэн Кэшуан.